# Hidroelektrarna Globočica
Globočica — hidroelektrarna derivacijskega tipa ob zgornjem toku reke Črni Drim, je na istoimenskem jezeru.

## Opis
Jez je približno 22 km severno od Struge. Zadrževalnik je namenjen tedenski izravnavi vode. Oskrba turbin z vodo poteka skozi 7721 m dolg predor. HE je bila zgrajena v letih 1961–1965, delovati pa je začela leta 1965. Gre za dva enakovredna agregata s skupno instalirano močjo 42 MW. Turbine so tipa Francis. V obdobju 1992–2003 je bila povprečna letna proizvodnja 144,1 GWh, največja pa je bila leta 1996 in je znašala 229,6 GWh.

## Galerija
- Pogled na elektrarno
- Stenska slika hvaležnosti za gradnjo jezu
- Podatki o jezu
- Pogled na jez
- Jez z jezerom
- Črni Drim izteka iz hidroelektrarne